# Élections législatives de 1993 dans la Haute-Marne
Les élections législatives françaises de 1993 se déroulent les 21 et 28 mars 1993. Dans le département de la Haute-Marne, deux députés sont à élire dans le cadre de deux circonscriptions.

## Élus
| Circonscription | Député sortant | Parti | Parti    | Député élu ou réélu      | Parti | Parti    |
| --------------- | -------------- | ----- | -------- | ------------------------ | ----- | -------- |
| 1re             | Charles Fèvre  |       | UDF (PR) | Charles Fèvre            |       | UDF (PR) |
| 2e              | Guy Chanfrault |       | PS       | François Cornut-Gentille |       | RPR      |

## Résultats

### Résultats à l'échelle du département
| Parti          | Parti                                 | Premier tour | Premier tour | Second tour | Second tour | Sièges |
| Parti          | Parti                                 | Voix         | %            | Voix        | %           | Sièges |
| -------------- | ------------------------------------- | ------------ | ------------ | ----------- | ----------- | ------ |
|                | Union pour la démocratie française    | 26 489       | 28,89        | 40 002      | 50,80       | 1      |
|                | Divers droite                         | 10 238       | 11,17        |             |             | 0      |
|                | Rassemblement pour la République      | 10 051       | 10,96        | 20 217      | 25,67       | 1      |
|                | Union pour la France                  | 46 778       | 51,01        | 60 219      | 76,47       | 2      |
|                |                                       |              |              |             |             |        |
|                | Parti socialiste                      | 14 796       | 16,14        | 18 531      | 23,53       | 0      |
|                | Alliance des Français pour le progrès | 14 796       | 16,14        | 18 531      | 23,53       | 0      |
|                |                                       |              |              |             |             |        |
|                | Génération écologie                   | 2 760        | 3,01         |             |             | 0      |
|                | Les Verts                             | 2 469        | 2,69         | 0           |             |        |
|                | Entente des écologistes               | 5 229        | 5,70         |             |             | 0      |
|                |                                       |              |              |             |             |        |
|                | Front national                        | 12 015       | 13,10        |             |             | 0      |
|                | Parti communiste français             | 7 952        | 8,67         | 0           |             |        |
|                | Divers écologiste dont LT-LNÉ         | 3 856        | 4,21         | 0           |             |        |
|                | Extrême gauche dont LO                | 1 069        | 1,17         | 0           |             |        |
|                |                                       |              |              |             |             |        |
| Inscrits       | Inscrits                              | 145 965      | 100,00       | 145 955     | 100,00      | 2      |
| Abstentions    | Abstentions                           | 48 027       | 32,9         | 52 795      | 36,17       |        |
| Votants        | Votants                               | 97 938       | 67,1         | 93 160      | 63,83       |        |
| Blancs et nuls | Blancs et nuls                        | 6 243        | 6,37         | 14 410      | 15,47       |        |
| Exprimés       | Exprimés                              | 91 695       | 93,63        | 78 750      | 84,53       |        |

### Résultats par circonscription

#### Première circonscription (Chaumont)
| Candidat       | Candidat                    | Parti             | Premier tour | Premier tour | Second tour | Second tour |  |
| Candidat       | Candidat                    | Parti             | Voix         | %            | Voix        | %           |  |
| -------------- | --------------------------- | ----------------- | ------------ | ------------ | ----------- | ----------- |  |
|                | Charles Fèvre sortant réélu | UDF (PR)          | 16 977       | 34,26        | 28 767      | 60,82       |  |
|                | Guy Baillet                 | PS (ADFP)         | 8 977        | 18,12        | 18 531      | 39,18       |  |
|                | Jacques Bozzolini           | diss. RPR         | 6 325        | 12,77        |             |             |  |
|                | Francis Jacquot             | FN                | 5 195        | 10,48        |             |             |  |
|                | Christian Toussaint         | diss. RPR         | 3 913        | 7,9          |             |             |  |
|                | Gilles Simon                | GÉ (EÉ)           | 2 760        | 5,57         |             |             |  |
|                | Jean-Louis Lanher           | PCF               | 2 175        | 4,39         |             |             |  |
|                | Thérèse Achon               | LT-LNÉ            | 1 615        | 3,26         |             |             |  |
|                | Jean-Marc Simon             | LO                | 1 069        | 2,16         |             |             |  |
|                | Claude Theillet             | Divers écologiste | 542          | 1,09         |             |             |  |
|                |                             |                   |              |              |             |             |  |
| Inscrits       | Inscrits                    | Inscrits          | 78 258       | 100,00       | 78 258      | 100,00      |  |
| Abstentions    | Abstentions                 | Abstentions       | 25 317       | 32,35        | 25 499      | 32,58       |  |
| Votants        | Votants                     | Votants           | 52 941       | 67,65        | 52 759      | 67,42       |  |
| Blancs et nuls | Blancs et nuls              | Blancs et nuls    | 3 393        | 6,41         | 5 461       | 10,35       |  |
| Exprimés       | Exprimés                    | Exprimés          | 49 548       | 93,59        | 47 298      | 89,65       |  |

#### Deuxième circonscription (Saint-Dizier)
| Candidat       | Candidat                     | Parti          | Premier tour | Premier tour | Second tour | Second tour |  |
| Candidat       | Candidat                     | Parti          | Voix         | %            | Voix        | %           |  |
| -------------- | ---------------------------- | -------------- | ------------ | ------------ | ----------- | ----------- |  |
|                | François Cornut-Gentille élu | RPR            | 10 051       | 23,85        | 20 217      | 64,28       |  |
|                | Simone Martin                | UDF (PR)       | 9 512        | 22,57        | 11 235      | 35,72       |  |
|                | Franck Amann                 | FN             | 6 820        | 16,18        |             |             |  |
|                | Guy Chanfrault sortant       | PS (ADFP)      | 5 819        | 13,81        |             |             |  |
|                | Jean-Luc Bouzon              | PCF            | 5 777        | 13,71        |             |             |  |
|                | Fabrice Wowak                | Les Verts (EÉ) | 2 469        | 5,86         |             |             |  |
|                | Marcelle Scordel             | LT-LNÉ         | 1 699        | 4,03         |             |             |  |
|                |                              |                |              |              |             |             |  |
| Inscrits       | Inscrits                     | Inscrits       | 67 707       | 100,00       | 67 697      | 100,00      |  |
| Abstentions    | Abstentions                  | Abstentions    | 22 710       | 33,54        | 27 296      | 40,32       |  |
| Votants        | Votants                      | Votants        | 44 997       | 66,46        | 40 401      | 59,68       |  |
| Blancs et nuls | Blancs et nuls               | Blancs et nuls | 2 850        | 6,33         | 8 949       | 22,15       |  |
| Exprimés       | Exprimés                     | Exprimés       | 42 147       | 93,67        | 31 452      | 77,85       |  |